# Тузи
Тузи (алб. Tuz или Tuzi) је град и сједиште истоимене општине у Црној Гори. До 1. септембра 2018. општина Тузи је била у саставу главног града Подгорице, као једна од двије градске општине. Према попису из 2023. било је 2.846 становника. Овде се налази железничка станица Тузи.

## Историја
Катун Тузи (Tazide) је имао формирану територију прије доласка Турака (некадашње области Љеша Туза, из 1330). Имали су јаку ратничку дружину, која се стављала на услугу Балшићима, Црнојевићима и српским деспотима XV вијека (Лазаревићима и Бранковићима). Тузи се помињу у познатом списку катуна у Горњој Зети и по млетачком документу (Sen. Misti LX, 160, од 12.07.1439. ), из 1455. године. представљали „proceres et capita Montanearum Gente“. Од 1403. године држали су село Тузи, чији је главар 1417. године био Јурко Туз. Под млетачком влашћу овај катун се налазио од 1416 – 1417. године. Склопили су споразум са кнезом Донатом да Порто. Према Венецији су испуњавали доста мале обавезе (за 150 домова у селу Тузи – 120 перпера годишње). Међутим, на захтјев Млечана, за њих су имали обавезу ратовања. Све породице унијете у Катастих – такође су носиле презиме - Туз. Зато су располагали селима Луги и Градец и са четири велика земљишта. Поједини чланови рода су живјели и у скадарском крају (шест породица, у четири села). Касније су се везали за господаре Зете Црнојевиће и код њих имали дворске властелине. Године 1444. као властелин Ђурашина Црнојевића помиње се Павле Туз.

## Демографија
У насељу Тузи живи 2522 пунолетна становника, а просечна старост становништва износи 31,3 година (31,1 код мушкараца и 31,6 код жена). У насељу има 827 домаћинстава, а просечан број чланова по домаћинству је 4,52.
Становништво у овом насељу веома је хетерогено (попис 2003. године), а у последња три пописа, примећен је пораст у броју становника.
|             | \| Демографија[2] \| Демографија[2] \| Демографија[2] \| \| Година \| Становника \| Становника \| \| -------------- \| -------------- \| -------------- \| \| \| \| \| \| \| \| \| \| \| \| \| \| \| \| \| \| 1948. \| 1.118 \| \| \| 1953. \| 1.286 \| \| \| 1961. \| 1.606 \| \| \| 1971. \| 2.059 \| \| \| 1981. \| 2.720 \| \| \| 1991. \| 2.886 \| 2.477 \| \| 2003. \| 5.012 \| 3.789 \| \| 2011. \| \| 4.748 \| \| \| \| \| |            |
| Демографија | |            |
| Година      | Становника | Становника |
|             | |            |
|             | |            |
|             | |            |
|             | |            |
| 1948.       | 1.118 |            |
| 1953.       | 1.286 |            |
| 1961.       | 1.606 |            |
| 1971.       | 2.059 |            |
| 1981.       | 2.720 |            |
| 1991.       | 2.886 | 2.477      |
| 2003.       | 5.012 | 3.789      |
| 2011.       | | 4.748      |
|             | |            |

| Национални састав према попису из 2011.‍ | Национални састав према попису из 2011.‍ | Национални састав према попису из 2011.‍ | Национални састав према попису из 2011.‍ | Национални састав према попису из 2011.‍ |
| --------------------------------------- | --------------------------------------- | --------------------------------------- | --------------------------------------- | --------------------------------------- |
|                                         |                                         |                                         |                                         |                                         |
| Албанци                                 | Албанци                                 |                                         | 2.383                                   | 50,19%                                  |
| Бошњаци                                 | Бошњаци                                 |                                         | 932                                     | 19,63%                                  |
| Муслимани                               | Муслимани                               |                                         | 554                                     | 11,67%                                  |
| Црногорци                               | Црногорци                               |                                         | 554                                     | 11,67%                                  |
| Роми                                    | Роми                                    |                                         | 111                                     | 2,33%                                   |
| Муслимани-Црногорци                     | Муслимани-Црногорци                     |                                         | 21                                      | 0,44%                                   |
| Турци                                   | Турци                                   |                                         | 15                                      | 0,31%                                   |
| Срби                                    | Срби                                    |                                         | 13                                      | 0,27%                                   |
| Египћани                                | Египћани                                |                                         | 6                                       | 0,12%                                   |
| неизјашњени                             | неизјашњени                             |                                         | 122                                     | 2,57%                                   |
| укупно: 4.748                           |                                         |                                         |                                         |                                         |

| \| \| м \| \| \| ж \| \| ? \| 32 \| \| \| 37 \| \| 80+ \| 22 \| \| \| 33 \| \| 75—79 \| 30 \| \| \| 35 \| \| 70—74 \| 40 \| \| \| 38 \| \| 65—69 \| 66 \| \| \| 66 \| \| 60—64 \| 53 \| \| \| 64 \| \| 55—59 \| 74 \| \| \| 64 \| \| 50—54 \| 80 \| \| \| 86 \| \| 45—49 \| 129 \| \| \| 111 \| \| 40—44 \| 143 \| \| \| 142 \| \| 35—39 \| 139 \| \| \| 128 \| \| 30—34 \| 109 \| \| \| 130 \| \| 25—29 \| 113 \| \| \| 125 \| \| 20—24 \| 145 \| \| \| 157 \| \| 15—19 \| 166 \| \| \| 174 \| \| 10—14 \| 182 \| \| \| 143 \| \| 5—9 \| 178 \| \| \| 162 \| \| 0—4 \| 188 \| \| \| 205 \| \| Просек : \| 130 \| \| \| 65 \| |     |  |  |     |
| |     |  |  |     |
| | м   |  |  | ж   |
| ? | 32  |  |  | 37  |
| 80+ | 22  |  |  | 33  |
| 75—79 | 30  |  |  | 35  |
| 70—74 | 40  |  |  | 38  |
| 65—69 | 66  |  |  | 66  |
| 60—64 | 53  |  |  | 64  |
| 55—59 | 74  |  |  | 64  |
| 50—54 | 80  |  |  | 86  |
| 45—49 | 129 |  |  | 111 |
| 40—44 | 143 |  |  | 142 |
| 35—39 | 139 |  |  | 128 |
| 30—34 | 109 |  |  | 130 |
| 25—29 | 113 |  |  | 125 |
| 20—24 | 145 |  |  | 157 |
| 15—19 | 166 |  |  | 174 |
| 10—14 | 182 |  |  | 143 |
| 5—9 | 178 |  |  | 162 |
| 0—4 | 188 |  |  | 205 |
| Просек : | 130 |  |  | 65  |

| Број домаћинстава према пописима из периода 1948—2003. | Број домаћинстава према пописима из периода 1948—2003. | Број домаћинстава према пописима из периода 1948—2003. | Број домаћинстава према пописима из периода 1948—2003. | Број домаћинстава према пописима из периода 1948—2003. | Број домаћинстава према пописима из периода 1948—2003. | Број домаћинстава према пописима из периода 1948—2003. | Број домаћинстава према пописима из периода 1948—2003. |
| Година пописа                                          | 1948.                                                  | 1953.                                                  | 1961.                                                  | 1971.                                                  | 1981.                                                  | 1991.                                                  | 2003.                                                  |
| ------------------------------------------------------ | ------------------------------------------------------ | ------------------------------------------------------ | ------------------------------------------------------ | ------------------------------------------------------ | ------------------------------------------------------ | ------------------------------------------------------ | ------------------------------------------------------ |
| Број домаћинстава                                      | 244                                                    | 262                                                    | 326                                                    | 385                                                    | 469                                                    | 537                                                    | 884                                                    |

| Број домаћинстава по броју чланова према попису из 2003. | Број домаћинстава по броју чланова према попису из 2003. | Број домаћинстава по броју чланова према попису из 2003. | Број домаћинстава по броју чланова према попису из 2003. | Број домаћинстава по броју чланова према попису из 2003. | Број домаћинстава по броју чланова према попису из 2003. | Број домаћинстава по броју чланова према попису из 2003. | Број домаћинстава по броју чланова према попису из 2003. | Број домаћинстава по броју чланова према попису из 2003. | Број домаћинстава по броју чланова према попису из 2003. | Број домаћинстава по броју чланова према попису из 2003. | Број домаћинстава по броју чланова према попису из 2003. |
| Број чланова                                             | 1                                                        | 2                                                        | 3                                                        | 4                                                        | 5                                                        | 6                                                        | 7                                                        | 8                                                        | 9                                                        | 10 и више                                                | Просек                                                   |
| -------------------------------------------------------- | -------------------------------------------------------- | -------------------------------------------------------- | -------------------------------------------------------- | -------------------------------------------------------- | -------------------------------------------------------- | -------------------------------------------------------- | -------------------------------------------------------- | -------------------------------------------------------- | -------------------------------------------------------- | -------------------------------------------------------- | -------------------------------------------------------- |
| Број домаћинстава                                        | 827                                                      | 51                                                       | 106                                                      | 84                                                       | 168                                                      | 185                                                      | 120                                                      | 65                                                       | 19                                                       | 12                                                       | 17                                                       |

| Пол    | Укупно | Неожењен/Неудата | Ожењен/Удата | Удовац/Удовица | Разведен/Разведена | Непознато |
| ------ | ------ | ---------------- | ------------ | -------------- | ------------------ | --------- |
| Мушки  | 1.341  | 435              | 852          | 29             | 9                  | 16        |
| Женски | 1.390  | 312              | 863          | 183            | 12                 | 20        |
| УКУПНО | 2.731  | 747              | 1.715        | 212            | 21                 | 36        |

| Пол    | Укупно                    | Пољопривреда, лов и шумарство | Рибарство                            | Вађење руде и камена | Прерађивачка индустрија       |
| ------ | ------------------------- | ----------------------------- | ------------------------------------ | -------------------- | ----------------------------- |
| Мушки  | 506                       | 47                            | 0                                    | 0                    | 49                            |
| Женски | 178                       | 12                            | 0                                    | 0                    | 19                            |
| Укупно | 684                       | 59                            | 0                                    | 0                    | 68                            |
|        |                           |                               |                                      |                      |                               |
| Пол    | Производња и снабдевање   | Грађевинарство                | Трговина                             | Хотели и ресторани   | Саобраћај, складиштење и везе |
| Мушки  | 7                         | 47                            | 85                                   | 13                   | 46                            |
| Женски | 1                         | 1                             | 40                                   | 3                    | 8                             |
| Укупно | 8                         | 48                            | 125                                  | 16                   | 54                            |
|        |                           |                               |                                      |                      |                               |
| Пол    | Финансијско посредовање   | Некретнине                    | Државна управа и одбрана             | Образовање           | Здравствени и социјални рад   |
| Мушки  | 5                         | 6                             | 16                                   | 40                   | 16                            |
| Женски | 3                         | 10                            | 7                                    | 28                   | 24                            |
| Укупно | 8                         | 16                            | 23                                   | 68                   | 40                            |
|        |                           |                               |                                      |                      |                               |
| Пол    | Остале услужне активности | Приватна домаћинства          | Екстериторијалне организације и тела | Непознато            | Непознато                     |
| Мушки  | 35                        | 0                             | 0                                    | 94                   | 94                            |
| Женски | 11                        | 0                             | 0                                    | 11                   | 11                            |
| Укупно | 46                        | 0                             | 0                                    | 105                  | 105                           |

## Познате личности
- Ник Ђељошај, црногорски политичар и први градоначелник општине Тузи (2019-2023)
- Мараш Дукај, црногорски политичар и психолог
- Никола Никпрелај, пјевач албанске фолклорне музике
- Бача Курти Ђокај, један од оснивача Призренске Лиге
- Сокол Бачи Ивезић, племенски вођа Груда, бригадни генерал у црногорској војсци, командант Скадра у служби Краља Николе
- Един Крнић, црногорски путописац, аутор и продуцент

## Партнерски градови
Тузи су побратимљени са сљедећим општинама:
- Рочестер Хилс, Мичиген, САД
- Сарајево, Босна и Херцеговина